# 서명보효자각
서명보효자각은 대한민국 대구광역시 북구 산격동에 있다.

## 개요
조선 숙종때 서명보의 효행을 세상에 널리 알리기 위해 순조2년 김희준이 세운 비각이다.